# Wolf Bickel
Wolf Bickel (1942) é um astrônomo alemão.
É um prolífico descobridor de asteróides que trabalha no Observatório Bergisch Gladbach.